# بطحایی
در زیر فهرستی از افراد با نام خانوادگی بطحایی آمده است:
- ابوالقاسم بطحایی علوی، سر دودمان علویان همدان
- سید هاشم بطحایی گلپایگانی، نماینده  تهران در مجلس خبرگان
- سید محمد بطحایی، وزیر سابق آموزش و پرورش در دولت دوم حسن روحانی
- محمدتقی بطحایی، رئیس سابق دانشگاه صنعتی خواجه نصیرالدین طوسی
- جواد بطحایی، آهنگساز ایرانی
- سینا بطحایی، نوازندۀ ایرانیِ سنتور
- سید محمد صدرا بطحایی نوه آیت الله بطحایی